# Fem sange opus 8
Fem sange opus 8 is tevens de achtste verzameling liederen die de Noorse componiste Agathe Backer-Grøndahl uitbracht. De bundel verscheen rond 1879 bij de Zweedse muziekuitgeverij Abraham Hirsch. Alle liederen zijn een toonzetting van gedichten van Vilhelm Bergsøe, maar werden verspreid van elkaar gecomponeerd. Ook deze Deense liederen zijn, net als die gebundeld in Sommerliv specifiek voorgeschreven voor mezzosopraan als zangstem. 
De vijf liederen zijn:
- Du spørger, hvem hun ligner in allegretto uit 1876
- Sig mig, du stjerne in andantino uit 1876
- Naar ret jeg mig kaster i livets larm in andante uit 1876
- Ak, vidste du, hvor jeg har syndet in allegro molto e agitato uit 1871
- Snart synker solen in larghetto uit 1876